# Lascia perdere, Johnny!
Pour plus de détails, voir Fiche technique et Distribution.
Lascia perdere, Johnny! est un film dramatique italien réalisé par Fabrizio Bentivoglio et sorti en 2007.
Elle est librement inspirée de la vie réelle du musicien Fausto Mesolella (it), membre du Piccola Orchestra Avion Travel,.

## Synopsis
Fausto Ciaramella, appelé Faustino par ses amis, aspire à devenir guitariste de rock professionnel et cherche un emploi pour éviter le service militaire. Il trouve d'abord une place dans un groupe musical qui joue dans les fêtes de rue, avec lequel il vit des événements tragiques, puis travaille pour Raffaele Niro, un Agent artistique peu fiable, qui l'engage pour le célèbre pianiste Augusto Riverberi, qui lui donne le surnom de Johnny. Pour le jeune Johnny, de nombreux espoirs d'avenir s'ouvrent, et il espère ainsi faire carrière, mais les débuts ne sont pas faciles, et il se heurte au monde du spectacle, souvent fait de promesses mal placées. Lorsque, découragé et ruiné, Fausto décide de tout abandonner, Augusto réapparaît.

## Fiche technique
- Titre italien original : Lascia perdere, Johnny![3]
- Réalisateur : Fabrizio Bentivoglio
- Scénario : Fabrizio Bentivoglio, Umberto Contarello (it), Filippo Gravino (it), Guido Iuculano (it), Valia Santella
- Photographie : Luca Bigazzi
- Montage : Esmeralda Calabria
- Musique : Fausto Mesolella (it)
- Décors : Giancarlo Basili
- Production : Domenico Procacci
- Société de production : Medusa Film, Fandango
- Pays de production :  Italie
- Langue originale : italien
- Format : Couleurs
- Durée : 104 minutes
- Genre : Drame
- Dates de sortie :
  - Italie : 30 novembre 2007

## Distribution
- Antimo Merolillo : Fausto Ciaramella, dit « Johnny »
- Fabrizio Bentivoglio : Augusto Riverberi
- Ernesto Mahieux : Raffaele Niro
- Valeria Golino : Annamaria
- Lina Sastri : Vincenza, la mère de Johnny
- Peppe Servillo : Gerry Como
- Roberto De Francesco : Auteur
- Toni Servillo : Maestro Falasco
- Daria D'Antonio : Franca Marocco
- Ugo Fangareggi : Pietro Tagnin
- Flavio Bonacci : Carlo Tagnin
- Fortunato Cerlino : Officier de la caserne

## Tournage
Le film a été tourné à Caserte (et en partie, dans sa propre province, à Marcianise) et à Roana, sur le plateau des Sept-Communes, et à Gaète.